# 2015 BZ518
2015 BZ518, também escrito como 2015 BZ518, é um objeto transnetuniano que está localizado no cinturão de Kuiper, uma região do Sistema Solar. Este corpo celeste é classificado como provável cubewano. Ele possui uma magnitude absoluta de 4,5 e tem um diâmetro estimado de 554 km. O astrônomo Mike Brown lista este corpo celeste em sua página na internet como um candidato a possível planeta anão.

## Descoberta
2015 BZ518 foi descoberto em 24 de janeiro de 2015 pelo Pan-STARRS 1.

## Órbita
A órbita de 2015 BZ518 tem uma excentricidade de 0,182 e possui um semieixo maior de 47,203 UA. O seu periélio leva o mesmo a uma distância de 38,618 UA em relação ao Sol e seu afélio a 55,788 UA.